# Christian Hermann Winkelmann
Christian Hermann Winkelmann (* 12. September 1883 in St. Louis, Missouri, USA; † 18. November 1946 in Wichita, Kansas, USA) war ein römisch-katholischer Geistlicher und Bischof von Wichita.

## Leben
Christian Hermann Winkelmann empfing am 11. Juni 1907 das Sakrament der Priesterweihe.
Am 13. September 1933 ernannte ihn Papst Pius XI. zum Titularbischof von Sita und zum Weihbischof in Saint Louis. Der Erzbischof von Saint Louis, John Joseph Glennon, spendete ihm am 30. November desselben Jahres die Bischofsweihe; Mitkonsekratoren waren der Bischof von Kansas City-Saint Joseph, Thomas Francis Lillis, und der Bischof von Leavenworth, Francis Johannes.
Am 27. Dezember 1939 ernannte ihn Papst Pius XII. zum Bischof von Wichita.